# تمایز T–V
تمایز T–V استفاده از ضمایر متفاوت بسته به موقعیت برای نشان دادن رسمیت یا صمیمیت در برخی زبان‌هاست. مثلاً در زبان فارسی حین صحبت با پدر یا مادر یا کلاً هر شخص بزرگ‌تر یا غریبه‌ای برای نشان دادن احترام از ضمیر دوم شخص جمع یعنی شما به‌جای دوم شخص مفرد یعنی تو استفاده می‌کنند، حتی وقتی که مخاطب فقط یک نفر است. نام این تمایز از ضمایر tu و vos  در زبان لاتین گرفته شده است. این تمایز در زبان‌های مختلف به شکل‌های متفاوتی دیده می‌شود و انتخاب ضمیر به عواملی چون میزان احترام، آشنایی، ادب، سن، و حتی توهین به مخاطب بستگی دارد. زبان‌شناسی اجتماعی به مطالعهٔ این پدیده می‌پردازد.
دو شکل رایج تمایز T–V این‌هایند:
- مخاطب قرار دادن یک فرد با ضمیر دوم شخص جمع به‌جای دوم شخص مفرد (مثلاً در فارسی، ترکی، و فرانسوی)
- مخاطب قرار دادن افراد با ضمیری دیگر با صَرف مخصوص به خود (مثلاً در اسپانیایی)

بسیاری از زبان‌ها مثلاً انگلیسی فاقد این تمایزند. زبان انگلیسی از لحاظ تاریخی ضمیر دوم شخص مفرد thou را داشته و ضمیر you فقط برای دوم شخص جمع به کار می‌رفته ولی امروزه thou عملاً منسوخ شده است. همچنین عوام بریتانیایی در گذشته حین صحبت با اعیان و اشراف از ضمیر سوم شخص به‌جای دوم شخص استفاده می‌کرده‌اند ولی این رویه نیز منسوخ شده است. امروزه در زبان انگلیسی برای نشان دادن احترام یا رسمیت بخشیدن به کلام به‌جای استفاده از نام کوچک از نام خانوادگی استفاده می‌کنند یا القابی چون sir یا ma'am را پیش از اسم می‌آورند.